# Chaetodon fasciatus
Il pesce farfalla fasciato (Chaetodon fasciatus Forsskål, 1775) è un pesce osseo della famiglia dei Chaetodontidi.

## Descrizione

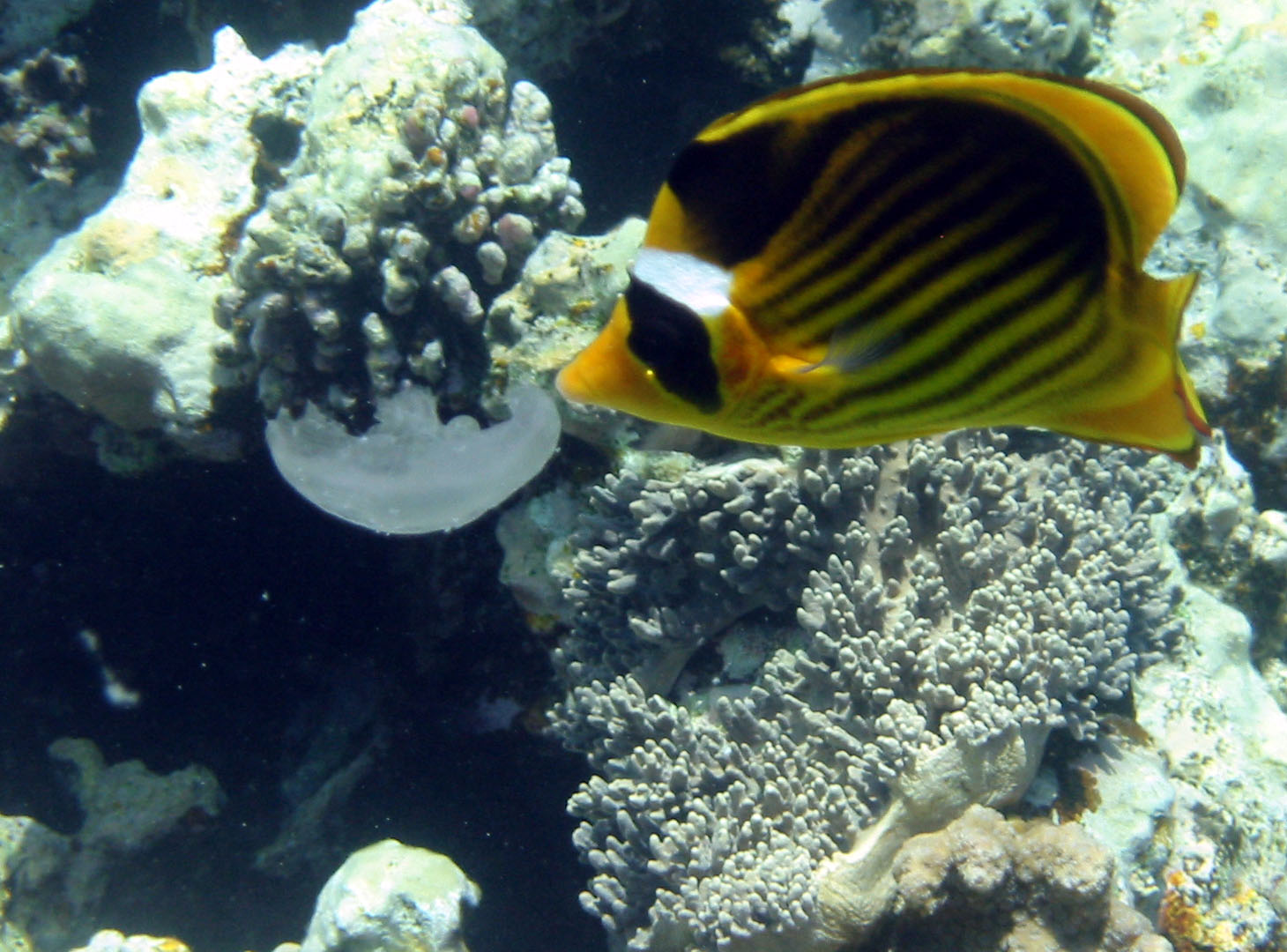
Un pesce farfalla fasciato mentre si nutre di un frammento di medusa

Corpo rotondo, muso a trombetta, pinna dorsale unica. Può raggiungere i 22 cm di lunghezza. La livrea è di colore giallo con 11 bande nere diagonali sul dorso. Gli occhi sono coperti da una macchia nera e da una macchia superiore bianca.

## Biologia
Vive da solo o in coppia; è una specie monogama.
Si nutre essenzialmente di alghe, microfauna recifale e di piccoli invertebrati.

## Distribuzione e habitat
È una specie diffusa unicamente nel Mar Rosso e segnalata nel Golfo di Aden. Vive in prossimità delle formazioni madreporiche, in acque con temperatura tra i 24 e i 27 °C, prediligendo fondali poco profondi e le piattaforme coralline.